# South Hadley (Massachusetts)
South Hadley é uma vila localizada no condado de Hampshire no estado estadounidense de Massachusetts. No Censo de 2010 tinha uma população de 17.514 habitantes e uma densidade populacional de 367,55 pessoas por km².

## História
Em 2010 Phoebe Prince suicidou-se.

## Geografia
South Hadley encontra-se localizado nas coordenadas 42° 15′ 23″ N, 72° 34′ 51″ O. Segundo o Departamento do Censo dos Estados Unidos, South Hadley tem uma superfície total de 47.65 km², da qual 45.88 km² correspondem a terra firme e (3.72%) 1.77 km² é água.

## Demografia
Segundo o censo de 2010, tinha 17.514 pessoas residindo em South Hadley. A densidade populacional era de 367,55 hab./km². Dos 17.514 habitantes, South Hadley estava composto pelo 90.04% brancos, o 2.24% eram afroamericanos, o 0.13% eram amerindios, o 4.03% eram asiáticos, o 0.05% eram insulares do Pacífico, o 1.27% eram de outras raças e o 2.23% pertenciam a duas ou mais raças. Do total da população o 4.3% eram hispanos ou latinos de qualquer raça.